# Хеникофф, Стивен
Стивен «Стив» Хеникофф (Steven «Steve» Henikoff) — американский молекулярный биолог и генетик, эпигенетик, генетик растений, член Национальной академии наук США (2005). Исследователь Медицинского института Говарда Хьюза (с 1990), член Онкологического центра им. Фреда Хатчинсона, профессор Вашингтонского университета. Отмечен Genetics Society of America Medal (2015). В 1992 году вместе со своей супругой Jorja Henikoff разработал метод BLOSUM.

## Биография
Окончил Чикагский университет (бакалавр химии), где учился в 1964-68 гг.
В 1977 году под началом Метью Мезельсона получил степень доктора философии по биохимии и молекулярной биологии в Гарвардском университете, где занимался для этого с 1971 года, диссертация — «RNA from heat induced puff sites in Drosophila». В 1977-80 гг. являлся постдоком по зоологии Вашингтонского университета, с 1981 года его преподаватель, достиг должности полного профессора. В том же 1981 году поступил в Онкологический исследовательский центр Фреда Хатчинсона как ассистент-член, с 1985 года ассоциированный член, с 1988 года член.
Фелло Американской ассоциации содействия развитию науки (2012), давний член Genetics Society of America.
Член редколлегии журнала Current Opinion in Genetics and Development (с 2005).
Автор около 300 научных публикаций, включая многие обзорные статьи (review).